# El Efecto Guaraná
El Efecto Guaraná es el álbum debut del grupo español Guaraná. Fue publicado en enero de 2001 a través del sello Sony Music Entertainment Spain, bajo dirección y realización de Gonzalo Benavides para El Retiro Ediciones Musicales.

## Lanzamiento
El disco se grabó en los últimos meses de 2000 y se publicó a principios de 2001.

## Lista de canciones
| El Efecto Guaraná |                        |              |          |  |
| N.º               | Título                 | Escritor(es) | Duración |  |
| 1.                | «En la casa de Inés»   |              | 04:01    |  |
| 2.                | «¡Ay, Carmela»         |              | 02:54    |  |
| 3.                | «Recuerdos»            |              | 03:39    |  |
| 4.                | «Échame a mí la culpa» |              | 03:56    |  |
| 5.                | «Sin fronteras»        |              | 03:54    |  |
| 6.                | «¡Oye Manuel!»         |              | 02:55    |  |
| 7.                | «Mi mundo»             |              | 04:06    |  |
| 8.                | «Adiós princesa»       |              | 03:11    |  |
| 9.                | «Voy a morir»          |              | 03:28    |  |
| 10.               | «Sentir»               |              | 03:22    |  |
| 11.               | «Enterrado en arena»   |              | 04:12    |  |
| 12.               | «¡Que te vaya bonito!» |              | 02:48    |  |
| 40:26             |                        |              |          |  |